# Mine de Fording River
La mine de Fording River est une mine à ciel ouvert de charbon située en Colombie-Britannique au Canada. Elle est détenue par Teck Resources. La mine a une superficie de 20 304 hectares dont 4 263 sont effectivement minés ou le seront.